# Carl Riedel
Carl Riedel (Cronenberg, Wuppertal, 6 d'octubre de 1827 - Leipzig, Saxònia, 3 d'octubre de 1888) fou un compositor i músic alemany.
Fill d'un farmacèutic, estudià en l'Escola Industrial de Hagen (Rin del Nord-Westfàlia), però el 1848, sentint gran afició per la música, abandonà aquells estudis i es dirigí a Leipzig, ingressant en el Conservatori. Mercès a la seva extraordinària voluntat, va vèncer els inconvenients de començar tant tard la seva instrucció musical, i als pocs anys ja era una de les personalitats artístiques més important de Leipzig.
El 1854 fundà un quartet vocal, que el 1859 es transformà en una societat coral de primer ordre, executant les grans obres religioses antigues i modernes. El Riedelscher Verein, contribuí a divulgar la bona música per Alemanya, donant a conèixer composicions que fins llavors només eren oïdes pels professionals.
Riedel, a més, fou, president de l'Associació Wagneriana de Leipzig, doctor honoris causa per la Universitat de Leipzig i mestre honorari de la Capella Reial de Saxònia. Entre d'altres, tingué com a alumne Heinrich Schulz-Beuthen.
Va compondre poques obres, però, en canvi, publicà edicions importants dels mestres antics, com Die sieben Worte i les quatre Passions de Schütz; Geistlieche Melodien, de Franck; Preussische Festlieder, d'Eccard: Weihnachtslieder, de Praetorius. etc.